# نیروگاه تلمبه ذخیره‌ای لیانگ
نیروگاه تلمبه ذخیره‌ای لیانگ (به لاتین: Liyang Pumped Storage Power Station) یک نیروگاه تلمبه ذخیره‌ای در چین است.